# Dolinka Buczynowa
Dolinka Buczynowa (słow. Bučinová dolinka, niem. Buczynowatal, węg. Buczynowa-völgy) – niewielka dolina wisząca w Tatrach Wysokich, będąca bocznym odgałęzieniem Doliny Roztoki. Z trzech stron otaczają ją: wschodnia grzęda Koziego Wierchu, odcinek grani od Koziego Wierchu po Skrajny Granat i grań od Skrajnego Granata po południowo-zachodni wierzchołek Małej Buczynowej Turni. Od strony Doliny Roztoki podcięta jest wysokim progiem, po którym przebiega szlak turystyczny z Doliny Pięciu Stawów Polskich na Krzyżne. Główną granią ponad Dolinką Buczynową prowadzi odcinek Orlej Perci.
W dolince tylko niewielkie płaty kosodrzewiny. Pod otaczającymi ją ścianami zalegają piargi, a dno zawalone jest głazami, wśród których, w niewielkiej niecce zbiera się woda, tworząc okresowy Buczynowy Stawek. W dolince brak potoku, woda wypływa podziemnymi przepływami w progu dolinki, tworząc wodospad Buczynowa Siklawa. Próg ten ma wysokość około 250 m i w dużym stopniu zarośnięty jest kosodrzewiną. Dawniej dolinka była wypasana – wchodziła w skład Hali Pięć Stawów. Nazwa dolinki nie pochodzi, jak błędnie sugerował Ferdynand Goetel, od słowa buczyna (buki nie rosną w Tatrach na tej wysokości), lecz według górali od juhasa o nazwisku Budz lub Bucz, który miał zabić się w czasie poszukiwania zaginionych owiec, spadając ze skał nad tą dolinką, i w niej zostać pochowany.
Dolinka Buczynowa to jedna z najbardziej typowych w polskich Tatrach dolin wiszących. Ks. Walenty Gadowski w 1902 r. pisał o niej: „Głucha tu pustynia, Europa została za tobą gdzieś w oddali, a otacza cię natura pierwotna, wspaniała i majestatyczna, ale tak dzika i groźna, że czujesz się wobec niej marnym, nikłym prochem”.
W pobliżu wylotu doliny na południowo-wschodnich stokach Małej Buczynowej Turni położona jest Buczynowa Koleba (ok. 1700 m), w której dawniej zatrzymywali się pasterze z owcami. W zimie w Dolince Buczynowej jako pierwszy był Marian Maurizio z trzema osobami towarzyszącymi ok. 1923 r. na nartach. Dolną częścią dolinki prowadzi szlak turystyczny.
| [[Plik:Buczynowa Dolinka a1.jpg\|mały\|Dolinka Buczynowa – widok ze szlaku turystycznego na Krzyżne | ]] |  |  |

Przez Dolinkę Buczynową nie prowadzą szlaki turystyczne, bywa odwiedzana przez taterników, ale rzadko. Stanowi punkt startu do wspinaczki na ściany Granatów, Buczynowej Strażnicy i Czarne Ściany. Najsłynniejszą drogą wspinaczkową jest tutaj Komin Pokutników.

## Szlaki turystyczne
rozdroże w Dolinie Pięciu Stawów Polskich – Niżnie Rzędy Buczynowe – Dolinka Buczynowa – Żleb pod Krzyżnem – Krzyżne. Czas podejścia Do Dolinki Buczynowej około 45 min.